# Loretobuidelspreeuw
De loretobuidelspreeuw (Cacicus koepckeae) is een zangvogel uit de familie Icteridae (troepialen). De vogel werd in 1965 geldig beschreven door Lowery & O'Neill en als eerbestoon vernoemd naar de Peruaans/Duitse vogelkundige Maria Koepcke.. Het is een bedreigde, endemische vogelsoort in Peru.

## Kenmerken
De vogel is 23 cm lang, het is een troepiaal met een middelgroot formaat. De vogel lijkt sterk op de geelstuitbergbuidelspreeuw (C. chrysonotus), die ook geheel zwart is met een grote, opvallende gele stuit. De ogen zijn zeer licht blauw en de snavel is blauwgrijs, naar de top toe lichter gekleurd en relatief slank voor een troepiaal uit deze groep.

## Verspreiding en leefgebied
Deze soort is endemisch in zuidoostelijk Peru. De meest bekende populatie bevond zich in Balta, in de provincie Loreto. Daarna zijn er meerdere waarnemingen gedaan volgens onderzoek gepubliceerd in 2003, 2004 en 2007. De leefgebieden liggen in natuurlijk laagland regenwoud in riviergeleidend bos op hoogten tussen de 300 en 700 meter boven zeeniveau.

## Status
De loretobuidelspreeuw heeft een beperkt verspreidingsgebied en daardoor is de kans op uitsterven aanwezig. De grootte van de populatie werd in 2016 door BirdLife International geschat op 2.500 tot 10.000 volwassen individuen en de populatie-aantallen nemen af door habitatverlies. Het leefgebied wordt aangetast, doordat vooral langs de rivieren het gebied dat intensief agrarisch wordt benut, zich uitbreidt. Bos wordt geschikt gemaakt voor beweiding met rundvee en de teelt van soja. Mogelijk zijn er onderschatte kansen in kleinschalig agrarisch landschap. Om deze redenen staat deze soort als bedreigd op de Rode Lijst van de IUCN.